# Réserve écologique Lionel-Cinq-Mars
Pour les articles homonymes, voir Cinq-Mars.
La réserve écologique Lionel-Cinq-Mars est située à 50 km au sud-ouest de Québec.  Le site protège des écosystèmes représentatifs de la région de Québec, soit des peuplements d'érablières à tilleul et d'érablières à bouleau jaune.  Le nom de la réserve commémore Lionel Cinq-Mars (1919-1973), qui fut professeur de botanique à la faculté d'agriculture de l'Université Laval.
La réserve fait partie de la forêt de la Seigneurie de Joly.